# オムニチャネル
オムニチャネル（Omnichannel）とは、複数の販売チャネルを活用する「マルチチャネル」販売（小売り）の進化形で、リアル（実店舗）とネット（インターネット通販）の境界を融解する試み。購入（販売）以外の顧客の行動についても、包括的・双方向で捉えようとするところがポイントである。

## 概要
顧客が購買できるあらゆるチャネル（販路、顧客接点）から購買ができるよう、流通経路をつなげること。テレビ、ラジオ、ダイレクトメール、カタログ、といった従来の販路に加えて、近年ではコンピューターや携帯電話、スマートフォンなどを介したインターネット通販（電子商取引）が急成長しており、そのすべての販路と流通経路がシームレスで繋がることを強調した小売り戦略である。いくつかの販路を組み合わせて提供する取り組みはマルチチャネルと呼ばれるが、オムニチャネルはあり得る全ての販路を統合することに焦点が置かれている。バックエンドを統合してシームレスな顧客の体験を実現することが、マルチチャネルとの違いとする指摘もある。また販売すなわち顧客の購買に至る前の、企業側からの喚起・勧誘や誘導といったプロモーションや、顧客による探索や問い合わせの過程も相互に接続することで、顧客にとっての利便性向上を通した差別化を目指すものである。
「オムニ（omni）」とは「全」「総」「あらゆる」「あまねく」という意味をもつ。

## 実例
- 実店舗とECサイトで同じデータベースを使って在庫管理を一元化し、どちらで売れても在庫データが連動する。実店舗で他店舗
- 実店舗に色違い・サイズ違い等の在庫が無い場合、スタッフやQRコードでインターネット通販や他店舗に誘導することで、店舗在庫を減らすことが出来る。さらに実店舗では販売せず、その場でモバイルで購入してもらうためのショールームとする。
- インターネット通販で購入した商品を、コンビニや実店舗等で受け取ることを可能にし、宅配便を受け取る時間的制約を嫌う顧客の利便性を高める。来店機会を得ることで「ついで買い」を促す。
- Facebook、Twitter、ブログなどのSNSで商品を宣伝し、リンクを貼ることでインターネット通販サイトに誘導する。フォローを誘うAIエージェント[6]や時限・限定クーポンなどを活用。
- PCで在庫を確認し、後でスマホで注文。さらにAmazon DashやAlexaといったサードパーティのサービス経由チャネルへ拡大。
- 実店舗、コールセンターのカスタマーサービス担当者が顧客の行動や購買履歴、好み等をリアルタイムで理解して、途切れることなく継続的に対応。またレコメンデーションに活用し、購入後の納品書にお勧め商品を印刷するなどしてクローズドループマーケティングを形成。

## マーケティング
顧客が複数チャネルで一貫したシームレスな体験をする、オムニチャネルエクスペリエンスが必要とする指摘がある。つまり、顧客が購買という意思決定を行う以前の行動と感情、あるいは購入後の拡散といった行動に影響を与えるためには、販売チャネルだけではなく、その他の接点や体験を適切に設計し、常にアップデートすることが必要である。打ちっぱなしの広告ではなく、そこから次に誘導されたSNSやキャンペーンサイト、店頭やフォローメールにも連動することで、顧客がその気になった瞬間を日数が経過した後でも逃さないことができる。

## 参照
1. ↑  「オムニチャネル」が流通サービスを一変させる（2014年2月） - セブン&アイ・ホールディングス
2. ↑  オムニチャネルとは?オムニチャネル化のための IT 投資 - 株式会社セールスフォース・ドットコム
3. ↑  オムニチャネルとは - IT用語辞典バイナリ
4. ↑  omnichannel definition, SearchCIO, TechTarget
5. ↑  リーダーズ英和辞典 第2版
6. ↑  “ローソンクルー あきこちゃん”. 2018年9月4日閲覧。
7. ↑  “7 Inspiring Examples of Omni-Channel User Experiences”. HubSpot. (2015年6月8日)